# Noctua warreni
Noctua warreni là một loài bướm đêm trong họ Noctuidae.